# Euphysa flammea
Euphysa flammea är en nässeldjursart som först beskrevs av Linko 1905.  Euphysa flammea ingår i släktet Euphysa och familjen Euphysidae. Arten har ej påträffats i Sverige. Inga underarter finns listade i Catalogue of Life.